# Elizabeth Marvel
Elizabeth Marvel (Los Angeles, 27 novembre 1969) è un'attrice statunitense.

## Biografia
Nata in California, ma cresciuta in Pennsylvania, ha iniziato la sua carriera alla fine degli anni novanta ed è principalmente nota per aver recitato in L'amore e altri luoghi impossibili con Natalie Portman.

### Vita privata
È sposata dal 2004 con l'attore Bill Camp, da cui ha avuto un figlio, Silas.

## Filmografia

### Cinema
- The Dying Gaul, regia di Craig Lucas (2005)
- The Guitar, regia di Amy Redford (2008)
- Pretty Bird, regia di Paul Schneider (2008)
- Synecdoche, New York, regia di Charlie Kaufman (2008)
- Burn After Reading - A prova di spia (Burn After Reading), regia di Joel ed Ethan Coen (2008)
- Pet Therapy - Un cane per amico (A Dog Year), regia di George LaVoo (2009)
- L'amore e altri luoghi impossibili (The Other Woman), regia di Don Roos (2009)
- Holy Rollers, regia di Kevin Asch (2010)
- Il Grinta (True Grit), regia di Joel ed Ethan Coen (2010)
- Somewhere Tonight, regia di Michael Di Jiacomo (2011)
- The Bourne Legacy, regia di Tony Gilroy (2012)
- A Royal Weekend (Hyde Park on Hudson), regia di Roger Michell (2012)
- Lincoln, regia di Steven Spielberg (2012)
- 1981: Indagine a New York (A Most Violent Year), regia di J. C. Chandor (2014)
- Sotto il cielo delle Hawaii (Aloha), regia di Cameron Crowe (2015)
- The Congressman, regia di Robert Mrazek (2016)
- The Phenom, regia di Noah Buschel (2016)
- Gifted - Il dono del talento (Gifted), regia di Marc Webb (2017)
- The Meyerowitz Stories, regia di Noah Baumbach (2017)
- La seconda vita di Anders Hill (The Land of Steady Habits), regia di Nicole Holofcener (2018)
- Native Son, regia di Rashid Johnson (2019)
- Swallow, regia di Carlo Mirabella-Davis (2019)
- Notizie dal mondo (News of the World), regia di Paul Greengrass (2020)
- Il colore viola (The Color Purple), regia di Blitz Bazawule (2023)
- G20, regia di Patricia Riggen (2025)

### Televisione
- The District – serie TV, 88 episodi (2000-2004)
- Law & Order: Criminal Intent – serie TV, episodi 1x02, 5x03 (2001, 2005)
- Kidnapped – serie TV, 2 episodi (2007)
- 30 Rock – serie TV, episodio 3x18 (2009)
- Law & Order – serie TV, 2 episodi (2008-2009)
- The Good Wife – serie TV, episodio 1x03 (2009)
- Nurse Jackie - Terapia d'urto (Nurse Jackie) – serie TV, 3 episodi (2009-2010)
- Law & Order - Unità vittime speciali (Law & Order: Special Victims Unit) – serie TV, 15 episodi (2010-2021)
- Lights Out - Terrore nel buio – serie TV, 9 episodi (2011)
- The Newsroom – serie TV, episodio 1x01 (2012)
- Person of Interest – serie TV, 6 episodi (2012-2015)
- Tradimenti (Betrayal) – serie TV, episodio 1x05 (2013)
- White Collar – serie TV, episodio 5x04 (2013)
- Elementary – serie TV, episodio 2x10 (2013)
- House of Cards - Gli intrighi del potere (House of Cards) – serie TV, 23 episodi (2014-2016)
- Fargo – serie TV, 5 episodi (2015)
- Homeland - Caccia alla spia (Homeland) – serie TV, 24 episodi (2017-2018)
- Manifest – serie TV, 8 episodi (2019-2020)
- Unbelievable – miniserie TV, 4 puntate (2019)
- Helstrom – serie TV, 10 episodi (2020)
- The Dropout - miniserie TV, 5 puntate (2022)
- Love & Death, regia di Lesli Linka Glatter e Clark Johnson – miniserie TV, 4 puntate (2023)
- Presunto innocente (Presumed Innocent) – miniserie TV (2024)

## Doppiatrici italiane
Nelle versioni in italiano dei suoi lavori, Elizabeth Marvel è stata doppiata da:
- Roberta Pellini in The District, Fargo, Il Grinta, The Meyerowitz Stories, Manifest, G20
- Emanuela Baroni in Law & Order - Unità vittime speciali, A Royal Weekend, The Bourne Legacy
- Anna Cesareni in House of Cards - Gli intrighi del potere, Homeland - Caccia alla spia, The Dropout
- Pinella Dragani in Burn After Reading - A prova di spia, White Collar
- Cristina Giolitti in Law & Order - Criminal Intent
- Claudia Catani in 30 Rock
- Antonella Alessandro in The Good Wife
- Irene Di Valmo in Person of Interest
- Valeria Perilli in Lincoln
- Laura Boccanera in L'amore e altri luoghi impossibili
- Laura Romano in Gifted - Il dono del talento
- Barbara Castracane ne La seconda vita di Anders Hill
- Paola Majano in Notizie dal mondo
- Germana Pasquero in Swallow
- Antonella Giannini in Unbelievable
- Michela Alborghetti ne Il colore viola